# 弊傢伙…搞大咗
《弊傢伙...搞大咗》（英語：Knocked Up，美國俚語解作「懷孕」）是在2007年首映的浪漫喜劇式美國電影，由賈德·阿帕托執導，薛夫·洛根、嘉芙蓮·希歌、保羅·活特、莱斯利·曼恩主演。因為電影題材涉及性和濫用藥物，又有大量髒話，在美國被劃分R級（17歲或以下需家長陪同）。
《弊傢伙...搞大咗》的戲院票房比祖·艾柏圖上一套執導的《處男40戇居居》（The 40-Year-Old Virgin）為佳，影評人普遍給予正面評價。

## 內容大綱
《弊傢伙...搞大咗》主要記述賓·史東（Ben Stone）和艾莉森·斯科特（Allison Scott）之間的愛情故事。
賓·史東是終日遊手好閒、思想未成熟的23歲猶太裔加拿大人，被懷疑是來自加拿大卑詩省的非法移民。他在Mr. Skin網站（專門介紹有裸女場景的電影）間中工作，依靠工傷賠傷金過活，他的同屋室友也是如此。艾莉森·斯科特和她姐姐黛比（Debbie）是注重事業的職場女性，剛剛在E!娛樂電視提拔為娛樂台主播。艾莉森在夜總會玩樂作為慶祝，碰巧結識了賓。他們喝醉後發展一夜情，但做愛時沒有採取任何避孕措施——艾莉森·斯科特對賓說「快點辦好」（Just do it）以催促他快點戴妥保險套，但他誤以為這是暗示他不需戴保險套。
8星期後，艾莉森·斯科特在訪問節目錄影時孕吐（害喜），自費到超級市場購買多根驗孕棒，又到醫院接受妊娠試驗，皆證實呈陽性反應。艾莉森因此而在一夜情後首次聯絡賓·史東，告知他令她懷孕。賓聽後承諾會到醫院了解事件。正當賓猶疑應否做家長，他的父親說這是「天賜的禮物」，鼓勵他要勇敢面對這件好事。另一方面，艾莉森的母親卻游說女兒去墮胎，不過她決定要把孩子生下來。
賓·史東和艾莉森·斯科特嘗試交往，看看他們的關係能否發展為真正的夫妻。賓策劃了一個笨拙的求婚——拿着沒有戒指的戒指盒予艾莉森，說終有一天會虜獲她的芳心云云。但艾莉森認為不應太早談婚論嫁，只因她在煩惱如何不讓上司得悉她懷孕——上司吩咐她要在錄影節目時穿緊身衣。
兩人交往一段時間後，賓·史東和艾莉森·斯科特的關係愈來愈差。賓的不負責任，令艾莉森擔憂她會變成單親媽媽——這是源於她姐姐黛比和彼得（Pete）的婚姻失敗對她陰影。賓覺得艾莉森對他太多監管，而艾莉森又指責賓沒有履行「儘早閱讀購得的嬰兒照顧書籍」承諾。當他們駕私家車前往醫院途中，兩人對對方的不滿都爆發起來，引起激烈爭執。艾莉森怒火中燒，把賓踢出車輛外，逼使賓獨自步行餘下的三英里路。他們在醫院見面後，賓指是艾莉森的荷爾蒙（激素）令大家弄得如此田地，艾莉森認為兩人不應再見面。
賓·史東打算和彼得到美國內華達州拉斯維加斯玩樂，但不久就良心發現返家。彼得和黛比在他們女兒的生日會上和解；但艾莉森·斯科特不願再和賓見面——她覺得兩人幾乎沒有共通點。就在同一時間，艾莉森的上司終於察覺她已懷孕，幸好沒有被斥責。賓和他父親傾訴後自覺理虧，於是開始閱讀家裡的嬰兒照顧書籍，並徹底改變自己的生活方式——搬離他室友的家、找一份真正的工作（網頁設計員）。
艾莉森·斯科特10月懷胎之時疼得無法聯絡她的婦科醫生，碰巧她姐姐黛比和彼得身在外地，只能老大不情願地撥電話給賓·史東。賓親自聯絡她的婦科醫生，發覺原來醫生失職——竟也不在美國。於是賓親自帶艾莉森到醫院，見證女嬰出生。兩人最終和解，在幾天後一家三口回家。電影以他們慶祝女孩一歲生日結束。

## 演員
以下列出《弊傢伙...搞大咗》的11個主要角色（演員）：
| 薛夫·洛根     | 飾 | 賓·史東 （Ben Stone）            |
| 嘉芙蓮·希歌   | 飾 | 艾莉森·斯科特 （Allison Scott）  |
| 保羅·活特     | 飾 | 彼得 （Peter）                   |
| 莱斯利·曼恩   | 飾 | 黛比 （Debbie）                  |
| 哈羅德·雷米斯 | 飾 | 賓·史東的父親 （Mr. Stone）      |
| 喬安娜·克恩斯 | 飾 | 艾莉森與黛比的母親（Mrs. Scott） |
| 喬納·希爾     | 飾 | 喬納（Jonah）                    |
| 馬丁·斯塔     | 飾 | 馬丁（Martin）                   |
| 查理·伊       | 飾 | 喬迪（Jodi）                     |
| 艾倫·圖迪克   | 飾 | 杰克（Jack）                     |
| 比爾·黑德     | 飾 | 布倫特（Brent）                  |

因為女主角在電影中是娛樂節目主播，故多位美國藝人在電影中「飾演自己」，包括：杰西卡·辛普森、謝茜嘉·艾芭、安迪·迪克（Andy Dick）、史提夫·卡爾、占士·法蘭高、瑞安·西克雷斯特、傑·巴魯契。

## DVD
屬於DVD區域1的國家在2007年9月25日開始發售《弊傢伙...搞大咗》的DVD。DVD分為129分鐘的「戲院版」、133分鐘的「未評級與含刪節版」（Unrated and Unprotected）、一套兩張碟的「擴充與含刪節珍藏版」（"Extended and Unrated" collector's edition）、 HD DVD「未評級與含刪節版」（Unrated and Unprotected）四種。「擴充與含刪節珍藏版」在2007年12月26日在屬於DVD區域2的國家開始發售。

## 外部連結
- （英文）Box Office Mojo上《Knocked Up》的資料（英文）
- （英文）美國電影官網
- （繁體中文）台灣電影官網
- （繁體中文）霍斯卡影評，刊於香港《頭條日報》
- 互联网电影数据库（IMDb）上《弊傢伙…搞大咗》的资料（英文）